# Mike Boone
Mike Boone (Macclenny, 30 luglio 1995) è un giocatore di football americano statunitense che milita nel ruolo di running back per i Carolina Panthers della National Football League (NFL).

## Carriera

### Minnesota Vikings
Dopo non essere stato scelto nel Draft, Boone firmò con i Minnesota Vikings il 30 aprile 2018. Dopo una pre-stagione positive in cui terminò quarto nella lega con 195 yard corse, riuscì a entrare nei 53 uomini del roster per l’inizio della stagione regolare. Debuttò nella NFL nel terzo turno contro i Buffalo Bills dove corse due volte per 11 yard nella sconfitta per 27–6. La sua prima stagione si chiuse con 11 possessi per 47 yard.
Nella settimana 15 della stagione 2019 contro i Los Angeles Chargers, il running back titolare Dalvin Cook lasciò la partita per un infortunio alla spalla sinistra, portando Boone a essere impiegato maggiormente. La sua prestazione si chiuse con 13 corse per 56 yard e due touchdown nella vittoria per 39–10. Nella settimana 17 contro i Chicago Bears corse 17 volte per 148 yard e un touchdown nella sconfitta per 21–19. La sua annata si chiuse con 273 yard corse e 3 touchdown.
Nella settimana 4 della stagione 2020 contro gli Houston Texans, Boone forzò un fumble sul punt returner DeAndre Carter che fu recuperato dai Vikings nella vittoria per 31–23. Per questa prestazione fu premiato come miglior giocatore degli special team della NFC della settimana.

### Denver Broncos
Il 18 marzo 2021 Boone firmò un contratto biennale con i Denver Broncos. Il 1º settembre 2021 fu inserito in lista infortunati. Fu attivato il 16 ottobre.
Dopo avere subito un infortunio alla caviglia, Boone fu inserito in lista infortunati il 4 ottobre 2022. Fu attivato il 3 dicembre ma tornò in lista infortunati dieci giorni dopo per un altro problema alla caviglia.

### Houston Texans
Il 17 marzo 2023 Boone firmò un contratto biennale con gli Houston Texans. Iniziò la stagione come terzo running back nelle gerarchie della squadra ma dopo avere toccato il pallone solo 12 volte in 14 partite, il 18 dicembre 2023 fu svincolato.

### Carolina Panthers
Il 2 gennaio 2024 Boone firmò con la squadra di allenamento dei Carolina Panthers. L’8 gennaio 2024 firmò un nuovo contratto da riserva.